# فينيقيا اللبنانية
مقاطعة فينيقيا اللبنانية أو فينيقيا الثانية (باللاتينيّة: Phoenice Libanensis، نقحرة: فينيس ليبانينسيس) هي إحدى المقاطعات الست عشرة التي كانت تشكّل الأبرشيّة المشرقيّة التابعة للإمبراطوريّة البيزنطيّة. تأسست في عام 400 تقريبًا بعد أن انقسمت مقاطعة سوريا فينيقيا الرومانيّة إلى مقاطعتين: فينيقيا الأولى (فينيقيا الساحليّة) وفينيقيا الثانية (فينيقيا اللبنانيّة).

## التاريخ

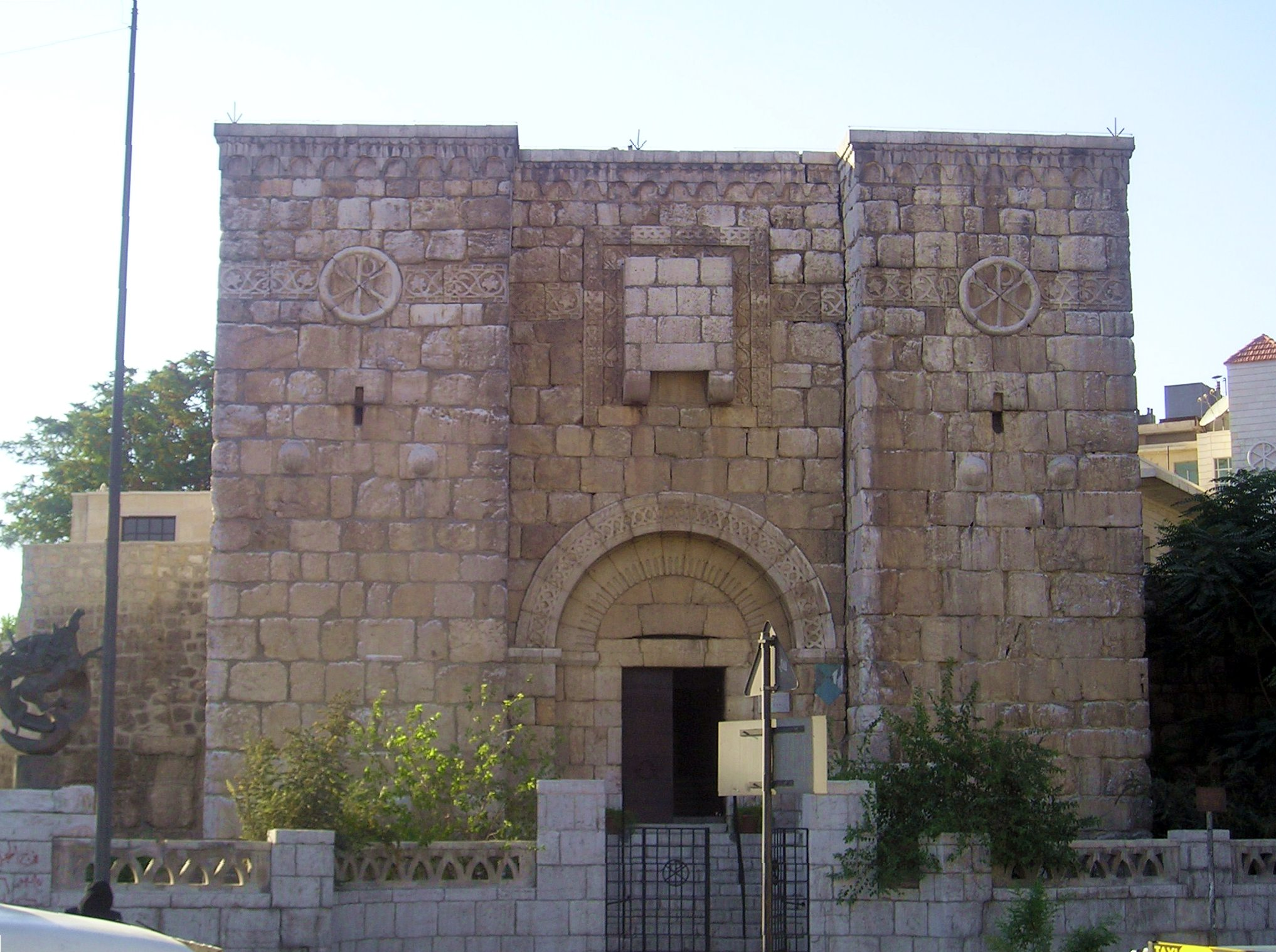
باب كيسان في دمشق منقوش عليه شعار كاي رو، ومنه تم فتح دمشق.

ظهرت هذه المقاطعة ابتداءً من القرن الخامس، الذي كان يعرف أيضًا «بقرن الكنائس» في سوريا، حتى القرن السابع. وكانت المسيحيّة قد غدت دين غالبيّة السكان، بل وتحولت إلى مركز مطرانيّة. وتوجد اليوم كم وافر من المخطوطات والمنحوتات التي ترقى لتلك الفترة، وتُثبت ذلك.
كانت حمص العاصمة لهذه المقاطعة البيزنطيّة، والتي امتدت حدودها في الأراضي الداخليّة لسوريا الحاليّة لتشمل مدن دمشق وتدمر. وكانت تحاذيها المقاطعة العربيّة من الجنوب، ومقاطعة فينيقيا الأولى (الساحليّة) من الغرب، ومقاطعة سوريا الصحيحة من الشمال. أما من الشرق، فكانت الصحراء السوريّة حيث مناطق دولة الغساسنة، التي كانت تفصل الإمبراطوريّة البيزنطيّة عن الساسانيين وحلفائهم المناذرة.
لقد قام الساسانيّون بالاستيلاء على المقاطعة لفترة وجيزة، إلاّ أن البيزنطيين استعادوها في عام 628 لفترة وجيزة أيضًا بسبب الفتح الإسلامي للشام في ثلاثينيّات القرن السابع، حيث أصبحت أراضي فينيقيا اللبنانيّة تتوزع على ثلاثة أجناد تابعة للخلافة الراشدة: جند حمص، جند دمشق، وجند الأردن.